# کیلمون
کیلمون (به انگلیسی: Kilmun) یک روستا در بریتانیا است که در آرگایل و بوت واقع شده‌است.